# Delias nysa
The Yellow-spotted Jezebel (Delias nysa) là một loài bướm thuộc họ Pieridae. Nó được tìm thấy ở Úc (New South Wales, Queensland và Victoria), New Caledonia và Vanuatu.
Sải cánh dài 50 mm.
Ấu trùng ăn Mistletoe species, bao gồm Amyema gaudichaudii, Korthalsella japonica, Korthalsella breviarticulata and Korthalsella rubra.

## Phụ loài
- Delias nysa nysa (Cairns to Wollongong)
- Delias nysa nivira Waterhouse & Lyell, 1914 (northern Queensland)
- Delias nysa caledonica Nieuwenhuis & Howarth, 1969 (New Caledonia)